# UGC 9128
UGC 9128 (również PGC 50961 lub DDO 187) – karłowata galaktyka nieregularna znajdująca się w konstelacji Wolarza w odległości około 7,4 milionów lat świetlnych. Galaktyka ta należy do grupy galaktyk M94. Mimo że znajduje się blisko Ziemi, została po raz pierwszy skatalogowana dopiero w 1959 roku przez Sidneya van den Bergha.
UGC 9128 zawiera nie więcej niż 100 milionów gwiazd. Pomimo że jest to galaktyka karłowata, zdjęcia wykonane teleskopem Hubble’a zdają się wskazywać, że posiada ona zarówno sferyczne halo złożone ze starszych gwiazd, jak i dysk złożony z młodych gwiazd.